# Gary Foote (saxofonista)
Gary Foote es un saxofonista, flautista, baterista y compositor británico de acid jazz y rock, nacido el 15 de diciembre de 1960, en Weybridge (Inglaterra). No debe confundirse con el bajista norteamericano del mismo nombre Gary Foote.

## Historial
En su ciudad natal, aprendió batería, guitarra y saxofón. Toca después con Joan Armatrading y el grupo Pentangle, de Jacqui McShee, con el que edita un disco en 2005. En los años 1990 había trabajado con diversos grupos de acid jazz, como "Night Trains", "Soundscape UK", "Wu-Tang Clan" y "Yada Yada", con los que intervino en sendos álbumes.
En 2011, grabará con John Martyn, editándose también un directo en el Royal Albert Hall, con Armatrading.

## Discografía como titular
- Loaded  (Acid Jazz) - 1992
- Solid Nourishment (Jive) - 2001